# Verfahrensvoraussetzung
Verfahrensvoraussetzungen (auch Prozessvoraussetzungen genannt) sind wesentliche objektive Bedingungen, die vorliegen müssen, damit ein Verfahren vor einem Gericht durchgeführt werden darf.
Sie gibt es in allen Verfahrensarten und sind grundsätzlich in jeder Lage des Verfahrens von Amts wegen zu prüfen (Besonderheiten bestehen im Zivilprozess).
Beispiele: 
- Die geltende Gerichtsbarkeit (für Deutschland §§ 18 ff. GVG) muss gegeben sein, damit ein Verfahren durchgeführt werden kann.
- Die Beteiligten müssen parteifähig sein.
- Im Strafverfahren muss für manche Straftatbestände ein Strafantrag des Geschädigten oder Antragsberechtigten gestellt werden.

## Verfahrenshindernis
Das Gegenstück sind die Verfahrens- oder Prozesshindernisse, auch negative Verfahrensvoraussetzungen bzw. negative Prozessvoraussetzungen genannt. 
Liegt eine Verfahrensvoraussetzung nicht oder nicht mehr vor bzw. besteht ein dauerndes Verfahrenshindernis, kann ein Verfahren nicht durchgeführt werden. Sollte es bereits anhängig sein, wird es beendet, im Strafverfahren durch Beschluss oder Einstellungsurteil gemäß § 260 Abs. 3 StPO, im Zivilverfahren durch ein Prozessurteil.
Beispiele: 
- Derselbe Verfahrensgegenstand darf nicht bereits bei einem anderen Gericht anhängig sein (anderweitige Rechtshängigkeit).
- Ist wegen derselben Tat bereits ein rechtskräftiges Strafurteil ergangen, besteht ein Verfolgungshindernis (ne bis in idem, Art. 103 Abs. 3 GG).
- Bei Tod des Beschuldigten bzw. Angeklagten in einem Strafverfahren wird das Verfahren eingestellt. Stirbt hingegen die Partei in einem Zivilprozess, tritt nur eine Verfahrensunterbrechung ein.

Die genaue Definition und die Einzelheiten der Verfahrensvoraussetzungen sind in der Rechtswissenschaft umstritten.